# 巴卡塔
巴卡塔 是穆伊斯卡联盟在波哥大稀树草原設立的定居点。哥伦比亚首都波哥大以及BD巴卡塔的名字就源自巴卡塔。穆伊斯卡统治者也居住在巴卡塔中。